# Salão Bobone

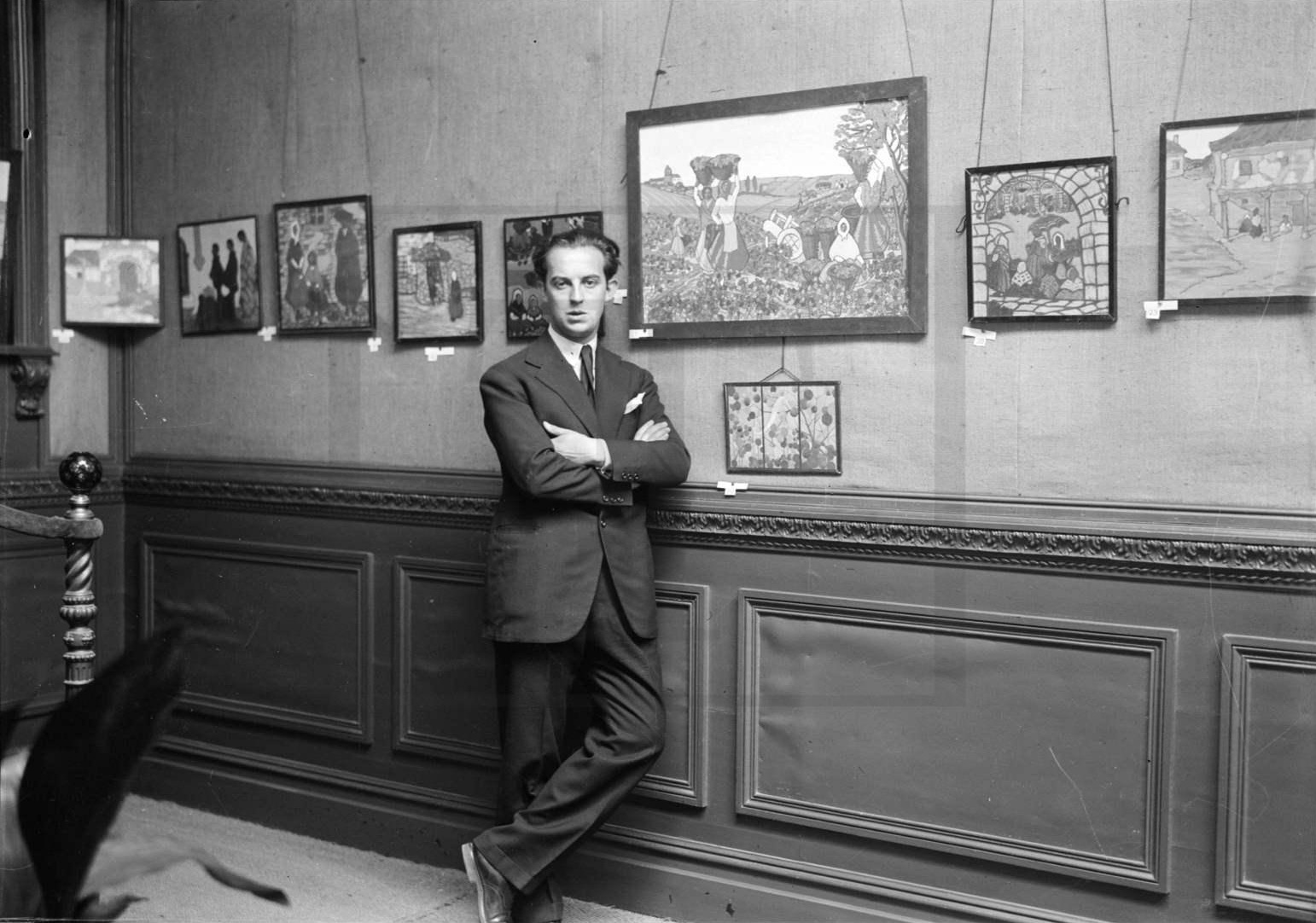
Exposição do pintor espanhol Modesto Cadenas (1927)

O Salão Bobone ou Galeria Bobone foi um espaço de exposições localizado na Rua Serpa Pinto, Lisboa. Pertencente ao fotógrafo Augusto Bobone (1825-1910), o salão acolheu inúmeras exposições ao longo das primeiras décadas do século XX . 
Foi no Salão Bobone que se realizou a Exposição dos Livres, 1911, considerada a primeira manifestação da renovação modernista da arte portuguesa no início do século XX. Em 1916 José Pacheko abriu aí a Galeria das Artes, onde logo expuseram ele próprio, Almada Negreiros, Jorge Barradas, Francisco Smith, António Soares e Alice Rey-Colaço "numa «entente» comum das várias situações modernistas" . 
Ao longo dos anos o salão acolheu uma multiplicidade de exposições individuais, de tendências artísticas variadas. Entre outros, apresentaram o seu trabalho nesse espaço: Canto da Maia e Milly Possoz (1919); Eduardo Malta (1924); Abel Manta (1925); José Tagarro (1928); Diogo de Macedo (1928); Carlos Botelho (1932).